# 村瀬栄治
村瀬 栄治（むらせ えいじ、1938年 - ）は、岐阜県出身のアマチュア野球選手（内野手）。

## 経歴
岐阜県立岐阜商業高等学校では1年下のエース清沢忠彦を擁し、三塁手、三番打者として1956年春夏の甲子園に連続出場。春の選抜では決勝に進むが、中京商の安井勝に完封負け、準優勝に終わる。同年夏の選手権では開会式で選手宣誓を行う。2回戦で王貞治を先発に起用した早稲田実に大勝。またも決勝に進むが平安高の岩井喜治（明大－日立製作所）に抑えられ2-3で惜敗。高校同期に一塁手で控え投手もこなした田中和男、外野手の所正美（早大－いすゞ自動車）らがいた。
所正美とともに早稲田大学に進学。東京六大学野球リーグでは在学中2回優勝。1958年秋季リーグでは遊撃手としてベストナインに選出される。1959年春季リーグでは同期の金沢宏、1年下の安藤元博の両投手の好投もあり、4連覇を続けてきた立大に競り勝ち優勝を飾る。同年の全日本大学野球選手権大会でも決勝で再試合の末、関学を降し優勝。翌1960年には近藤昭仁の後継として二塁手に回り、同年春季リーグでは2回目のベストナインに選出された。同年秋季リーグのいわゆる早慶六連戦では中心打者として全6試合に出場。早慶1回戦で適時打を放つなど、安藤元博の力投を支えてリーグ優勝に貢献した。他の大学同期に三塁手の徳武定之、捕手の野村徹がいる。
卒業後は金沢、野村とともに大昭和製紙に入社。1961年の都市対抗では三塁手、一番打者として起用される。金沢が好投し準決勝に進むが、新三菱重工に敗退。この大会では優秀選手賞を獲得した。1964年限りで現役引退。